# Marcia di Garibaldi dopo la caduta di Roma

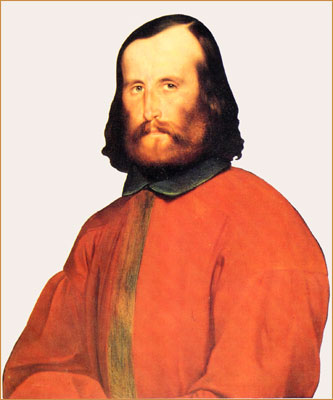
Garibaldi nel 1848

La marcia di Garibaldi dopo la caduta di Roma, compiuta dal generale nizzardo, rappresentò il fallito tentativo di rinfocolare i moti patriottici ed insurrezionali in Italia centrale, dopo la caduta della Repubblica Romana. Rappresenta il penultimo episodio delle rivoluzioni italiane del 1848-49.

## Antefatti

### La Prima guerra di indipendenza
Il 18-23 marzo 1848, con le cinque giornate di Milano, ebbe inizio la prima guerra di indipendenza, che coinvolse, oltre al grande esercito sardo, le più piccole armate toscana e romana, nonostante le resistenze del Pontefice.
Essa ebbe fine il 9 agosto, con la firma dell'Armistizio di Salasco. Che, però, entrambi i contendenti principali (Carlo Alberto e Radetzky) sapevano temporaneo.

### La lunga tregua armata dell'armistizio di Salasco

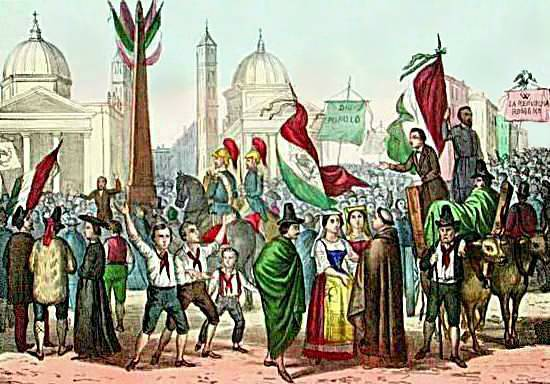
Proclamazione della Repubblica Romana

Si aprì, quindi, un complesso periodo in cui l'intera politica italiana venne dominata alla prossima ripresa delle ostilità con l'Impero austriaco: il governo sardo e i patrioti democratici cercavano di profittare della tregua per allineare quante più forze possibili. Persa ogni illusione rispetto a Ferdinando II delle Due Sicilie, la questione fondamentale riguardava l'atteggiamento di Firenze e Roma.
- Nel Granducato le cose si erano ormai chiarite a favore della causa nazionale quando Leopoldo II aveva, il 27 ottobre, conferito l'incarico al democratico Montanelli, che inaugurò una politica ultrademocratica, ovvero, nella terminologia politica dell'epoca, volta all'unione con gli altri stati italiani ed alla ripresa congiunta della guerra all'Austria.
- Nello Stato della Chiesa, la questione si chiarì solo con l'assassinio di Pellegrino Rossi, il 15 novembre, e la successiva fuga di Pio IX nella fortezza napoletana di Gaeta, il 24 novembre. Lo raggiunse, di lì a poco, Leopoldo II di Toscana, fuggito da Firenze il 30 gennaio, per salpare, il 21 anch'egli per Gaeta.

A Roma venne costituito un governo provvisorio, che convocò nuove elezioni per il 21-22 gennaio 1849: la nuova assemblea venne inaugurata il 5 febbraio e, il 9 febbraio votò il "decreto fondamentale" di proclamazione della Repubblica Romana. In questo clima, il 12 dicembre entrava in Roma Garibaldi, con una legione di volontari.

### Le invasioni straniere
Giunti a Gaeta, Pio IX e Leopoldo II accettarono le offerte di protezione delle grandi potenze straniere. Essa fu possibile solo dopo che la sconfitta di Carlo Alberto a Novara il 22-23 marzo decise, definitivamente, della supremazia in Lombardia e costrinse il nuovo sovrano sardo, Vittorio Emanuele II, a concentrarsi sulla caotica situazione politica interna.
Il primo a muovere fu Luigi Napoleone, che il 24 aprile fece sbarcare a Civitavecchia un corpo di spedizione francese, guidato dal generale Oudinot. Questi tentò l'assalto a Roma il 30 aprile, ma venne malamente sconfitto. Ripiegò a Civitavecchia e chiese rinforzi.
Seguì un corpo di spedizione napoletano, fermato da Garibaldi a Palestrina, il 9 maggio. Poi una prima armata austriaca, che saccheggiò Livorno, l'11 maggio, occupò Firenze il 25 maggio, seguita da una seconda, che assediò e prese Bologna, il 15, ed Ancona, il 21.

Venne, infine, un corpo di spedizione spagnolo, che giunse a Gaeta solo verso la fine di maggio, e venne inviato ad occupare l'Umbria, senza scontri memorabili.

## La resa di Roma

### I francesi assediano Roma
La necessità di riscattare la sconfitta del 30 aprile, e il desiderio di compensare i successi del Radetzky in Toscana, Emilia, Marche, indussero Luigi Buonaparte, non ancora Imperatore, ad inviare contro Roma complessivamente oltre 30 000 soldati e un possente parco d'assedio.
Il 31 maggio, il generale francese Oudinot rinnegò un trattato di alleanza negoziato dal Lesseps e annunciò la ripresa delle ostilità.
Roma venne assaltata all'alba del 3 giugno. La resistenza si protrasse sino al 1º luglio, quando fu stipulata una tregua. Mazzini e Garibaldi dichiararono all'Assemblea Costituente che l'alternativa era tra capitolazione totale e la battaglia all'interno della città, con conseguenti distruzioni e saccheggi.

### Condizioni di resa: l'uscita dei volontari di Garibaldi

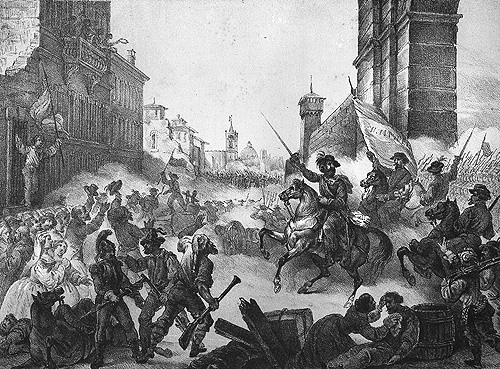
Garibaldi a Roma

Stabilito che ormai Roma era indifendibile, occorreva valutare se esistessero alternative alla pura e semplice capitolazione. Mazzini, spalleggiato da Garibaldi, si disse sicuro che, tenuto conto delle forti perdite subite dall'Oudinot e del fatto che la resa non era scontata, si poteva trattare per ottenere dignitose condizioni. Si giunse a definire l'azione come "uscita dalla città" di tutti i combattenti che condividevano la decisione; obiettivo era quello di "portare l'insurrezione nelle province" di quella parte degli Stati pontifici non occupati dalle truppe francesi.
La mattina del 2 luglio Garibaldi tenne in piazza San Pietro il famosissimo discorso: "io esco da Roma: chi vuol continuare la guerra contro lo straniero, venga con me... non prometto paghe, non ozi molli. Acqua e pane quando se ne avrà". Diede appuntamento per le 18 in piazza San Giovanni, dove trovò circa 4 000 armati, ottocento cavalli e un cannone: alle 20 uscì dalla città seguito dalle truppe.

### Ragioni francesi per permettere l'esodo dei volontari
L'Oudinot aveva ottime ragioni per permettere tale esodo armato: anzitutto liberava la città da tutti gli ‘esagitati’, la cui reazione alla prossima occupazione militare era imprevedibile; esonerava la Francia da ogni incombenza sulla gestione dei prigionieri; le truppe di Garibaldi si sarebbero trasferite verso i territori appena rioccupati dagli Austriaci di Costantino d'Aspre, che restavano, dopotutto, dei nemici "ereditari" della Francia.
È perfino possibile immaginare che Luigi Bonaparte ed il suo sottoposto Oudinot, nella grande ipocrisia che caratterizzò l'intera loro azione in quei mesi, abbiano realmente sperato che il massacro dei volontari da parte dell'Aspre avrebbe fatto dimenticare le gravi colpe della Francia verso la causa nazionale italiana. Un calcolo che non deve apparire del tutto mal riuscito, se si considera il generale favore con cui nel 1859 venne accolta, faute de mieux, l'alleanza del Cavour con l'ormai imperatore Napoleone III.

## La marcia da Roma ad Arezzo

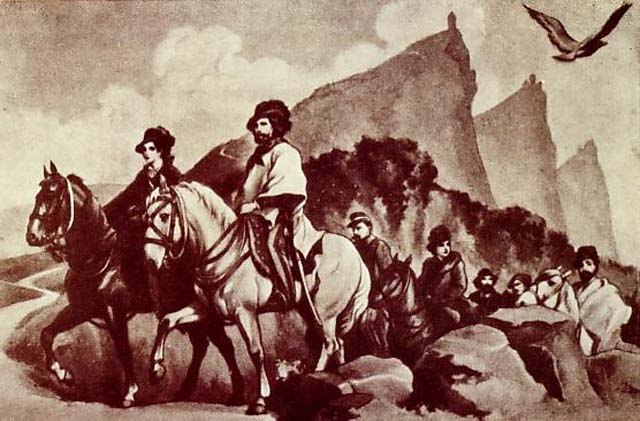
Giuseppe ed Anita Garibaldi in marcia da Roma all'Adriatico

### Il passaggio in Umbria
Uscito dalla città la sera del 2 luglio, Garibaldi si diresse verso sud-est, sulla Casilina, dicendo di recarsi a Valmontone per combattere gli spagnoli, a Zagarolo a nord, verso Tivoli, dove entrò la mattina, alle ore 7, del 3 dopo una silenziosa marcia durata tutta la notte. Nel frattempo il Oudinot incaricava il generale Molière e il pari grado Morris di inseguire la colonna garibaldina; il primo prese la direzione per Albano e Frascati, il secondo per Civita Castellana.
La prima azione di Garibaldi fu di organizzare le truppe, dividendo la fanteria in due legioni, composte a loro volta da tre coorti. La cavalleria contava circa 400 uomini ed era comandata dai maggiori Müller e Migliazzo (in seguito fu posta sotto gli ordini del colonnello Bueno). Un solo pezzo d'artiglieria completava il quadro delle forze del generale nizzardo.
Uscito da Tivoli al tramonto del 3 seguì per un tratto il corso dell'Aniene, facendo dapprima credere di voler andare verso gli Abruzzi, marciando in quella direzione ma, poi, giunto a San Polo dei Cavalieri si diresse verso Mentana e Monterotondo, in quest'ultima località la colonna principale si accampò alle 10 del 4 luglio, mentre la retroguardia restò a Mentana. Monterotondo era la porta d'accesso al Lazio (Rieti era considerata parte dell'Umbria).
Giunse, con un largo giro, a Terni l'8 luglio. Qui raccolse altri due pezzi d'artiglieria e circa 900 volontari guidati dal colonnello Hugh Forbes, un inglese sposato con una nobile senese, che viaggiava assieme al figlio adolescente.

### Il passaggio in Toscana
Da Terni mosse verso nord, sulla strada di Perugia, ma si fermò a mezza strada, al Palazzaccio di Todi dove pernottarono, da li svoltò a sinistra, su Orvieto. Di lì, prese la vecchia strada per Chiusi e, ancora una volta, si fermò a mezza strada, a Città della Pieve, ai confini fra Stato della Chiesa e Granducato di Toscana. Il 17 luglio era a Cetona e di lì entrò in Val di Chiana. Prese a percorrerla sul lato occidentale, portandosi a Montepulciano, il 20 luglio, dove su sua richiesta ricevette dalla magistratura cittadina razioni per la truppa, foraggi per gli animali e un contributo di lire seimila (cfr Atti magistrali Comune di Montepulciano, deliberazione n°153. carte 131 verso 134 retto). Passò poi sul lato orientale e ricevette buona accoglienza a Castiglion Fiorentino, il 21 luglio.

### L'arrivo ad Arezzo
Dopo quasi tre settimane di marce forzate, la colonna si era ridotta a circa 2000 uomini, causa le molte diserzioni, del tutto normali, d'altronde, in un esercito volontario, così lontano dalla base di partenza ed in territorio ostile: oltre al Forbes, infatti, nessun gruppo di volontari si era unito alla marcia. La controprova definitiva venne la sera di domenica 22 luglio quando Garibaldi si presentò davanti ad Arezzo, che trovò chiusa e decisa a tentare una difesa.
La città era, in realtà, difesa da una guarnigione assai minuta, limitata com'era a 90 austriaci e 260 borghesi della guardia nazionale. Ma Garibaldi non aveva nessun'intenzione di assaltare una città: la sua era una spedizione di guerriglia ed intendeva sollevare le popolazioni, non certo combatterle. Si limitò, quindi, ad accamparsi sotto le mura, sulla collina di Santa Maria, ed a condurre, lunedì 23, un'oziosa trattativa con il Guadagnoli, rappresentante degli aretini.

## La ritirata da Arezzo a San Marino

### Fallimento della ipotesi guerrigliera
A questo punto le intenzioni di Garibaldi dovettero farsi un poco più chiare. Egli era uscito da Roma dichiarando di voler "portare l'insurrezione nelle province" dello Stato della Chiesa. Ma, a questo punto del tragitto, dovette apparirgli ormai chiara la velleitarietà della speranza di sollevare le popolazioni. Opposto a forze tanto imponenti, e di fronte all'evidente fallimento dell'ipotesi guerrigliera, Garibaldi passò ad un piano alternativo e stabilì di raggiungere un porto dell'Adriatico, per imbarcarsi e raggiungere Venezia assediata.

### Decisa reazione austriaca
Ciò non toglie che i suoi avversari l'avessero preso molto sul serio: la sua marcia in Toscana metteva direttamente in causa il tenente-feldmaresciallo d'Aspre, che si trovava comandante delle truppe di occupazione in Toscana e dell'esercito toscano, in via di riorganizzazione. L'anno precedente, nelle brughiere della allora provincia di Como, egli aveva imparato a temere il guerrigliero e, avvertito della marcia in corso, scriveva:
Non risparmiò, quindi, le forze, e dedicò alla caccia dei forse 2000 superstiti della colonna uscita da Roma, le attenzioni di un'intera armata, che, al completo, contava almeno 25000 fanti, 30 cannoni e 500 cavalli.

### Sosta a Citerna
Lo stesso 23 il generale venne avvisato dell'avvicinarsi di una colonna inviata dal d'Aspre da Firenze, comandata da un Poumgarten, e comandò un'immediata ripartenza, al tramonto.
Bivaccò la notte sulla piccola sella della Scopetone, sopra Arezzo. Di lì si mosse veloce, arrivando, già il 24 a Citerna dove passarono la notte. Qui venne informato che anche Città di Castello aveva chiuso le porte e, in soprannumero, una colonna di circa 1200 austriaci proveniente da Perugia aveva già raggiunto Umbertide (allora Fratta), circa 20 km più a sud. Il 25, con la colonna dei volontari sempre ferma a Citerna, giunse notizia di una seconda colonna di 2000 austriaci, in marcia da Arezzo. Il 26 questi occupano Monterchi, giusto di fronte a Citerna, e si registrò un piccolo scontro fra le avanguardie.

### Dalla Toscana a San Marino
Il comandante austriaco, tuttavia, non cercò ulteriori contatti e, la sera del 26, i volontari scesero verso il Tevere, per passare oltre verso il passo di Bocca Trabaria, imboccando la strada di Urbino, verso l'Adriatico. La popolazione, comunque, li accolse festosamente, prima Ciceruacchio a Sansepolcro, eppoi lo stesso Garibaldi nel vicino villaggio di San Giustino, ove la colonna giunse il 27, poté rifocillarsi e riposare prima di aggredire il passo. Da notare che Sansepolcro faceva parte del Granducato di Toscana, San Giustino dello Stato della Chiesa.
A sera, avvicinandosi il contingente austriaco che da Monterchi aveva fatto il giro per Sansepolcro, i volontari cominciarono la risalita del passo, raggiunto verso la mezzanotte, ove bivaccarono.
Poi proseguirono oltre, sulla strada di Urbino. Il 29 erano a Sant'Angelo in Vado. Lì dovettero affrontare un combattimento e, ancora una volta, Garibaldi cambiò percorso: non raggiunse Urbino e girò verso nord, raggiungendo Macerata Feltria. Di lì tentò di passare l'Appennino, ma trovò ancora resistenza e si rifugiò, il 31 luglio, nel territorio neutrale Repubblica di San Marino, che concesse loro asilo.

### Proposta di resa ricevuta a San Marino
Il locale governo trattò con gli Austriaci un'amnistia per i volontari, contro il disarmo.
Ma non v'era molto da fidarsi degli ordini del d'Aspre e del Radetzky, come dimostrava il comportamento dei comandanti le colonne lanciate all'inseguimento, i quali, a più riprese, avevano fatto fucilare i volontari catturati o dispersi (avvenne sicuramente sulla salita dello Scopetone e della Bocca Trabaria). Soprattutto, gli ufficiali presenti dovevano ottenere, prima, la ratifica del Gorzkowski, rimasto governatore militare di Bologna. Né offrirono alcuna preliminare garanzia.

## La fuga da San Marino verso Venezia

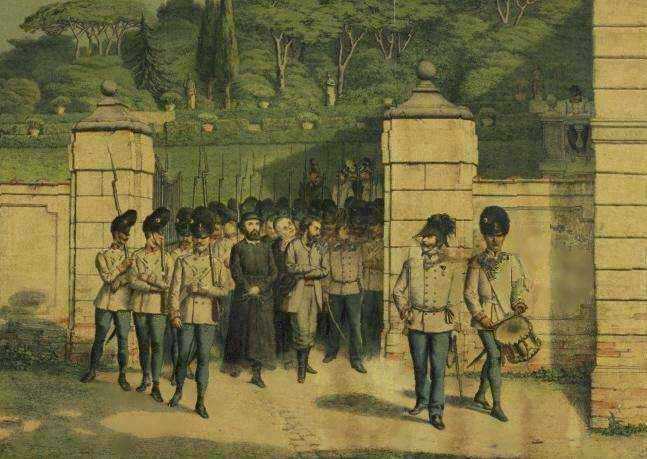
Ugo Bassi e Giovanni Livraghi condotti al patibolo

Garibaldi, probabilmente a ragione, non si fidò e, con circa un quarto dei mille volontari con i quali era giunto a San Marino, dopo la mezzanotte del 31 luglio, uscì verso la foce del Rubicone. Qui, giunto verso le 20.30 a Gatteo, entrò in Cesenatico, dove disarmò i gendarmi di un piccolo presidio austriaco e si impossessò di tredici barche da pesca, sulle quali, la mattina del 2 agosto, si imbarcò alla volta di Venezia.
La flottiglia navigò lungo tutta la Romagna, sino a poco sopra Comacchio. Qui, alle quattro del pomeriggio del 2, venne intercettato da una squadra austriaca, composta dal brigantino Oreste, e due golette. Il cannoneggiamento durò sino alle 7 del mattino successivo, costringendo alla resa otto barche, con 151 volontari e 11 ufficiali, mentre la barca di Garibaldi si arenava, tra Volano e Magnavacca, seguita dalle superstiti quattro. Da lì i superstiti si divisero in piccoli gruppi.
Gli uomini del d'Aspre, a cominciare da Gorzkowski, non si risparmiarono neppure in quest'ultima fase e presero a far fucilare tutti i fuggiaschi che riuscivano a catturare, come già avevano fatto, ad esempio, al capitano romagnolo Basilio Bellotti e ad altri cinque, il 29 luglio. Accadde così che venissero fucilati Ciceruacchio con il figlio Lorenzo, appena tredicenne e il sacerdote Ramorino (insieme ad altri cinque) il 10 agosto, nonché ad Ugo Bassi e Giovanni Livraghi, catturati a Comacchio, portati prigionieri a Bologna e lì fucilati l'8 agosto. Nel complesso è possibile affermare che il luogotenente-feldmaresciallo diede un contributo determinante alla composizione del più nobile martirologio del risorgimento italiano.

## La "trafila"

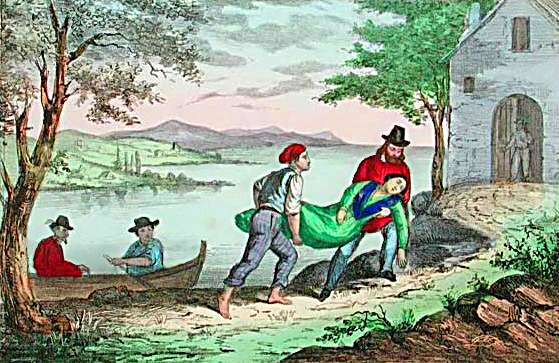
Anita Garibaldi trasportata all'ultimo rifugio

### Primo ricovero
Il generale, invece, si attardò nelle zone paludose, rallentato dalla moglie Anita, incinta (al sesto mese) ed ammalata. Insieme al capitano Giovanni Battista Culiolo, vennero soccorsi da un paesano, che li ricoverò in una capanna. Culiolo ebbe poi la incredibile fortuna di incontrare, nei pressi, Nino Bonnet, fratello di Gaetano, un volontario di Comacchio che aveva combattuto a Villa Corsini e lui stesso già conoscente del Garibaldi.

### Fuga per le Valli di Comacchio
Cominciò, così, la "trafila": la fuga, durata 14 giorni, che permise ai patrioti romagnoli di porre in salvo il generale, sottraendolo alla caccia degli Austriaci.
Per prima cosa Bonnet convinse i fuggitivi a muoversi dalla capanna. Partirono alle 11, trascinandosi Anita assai affaticata. Raggiunti da Filippo Patrignani, essi giunsero alla casa colonica del Podere Cavallina, dove la puerpera venne soccorsa. Di lì mossero alle 15, giungendo, verso le 17, al Podere Zanetto, proprietà della famiglia Patrignani, dove Teresa De Carli, consorte di Antonio Patrignani (Colonnello della Guardia Nazionale e Gonfaloniere di Comacchio), si occupò delle condizioni assai precarie della povera Anita, ormai morente.
Il servo fedele Zeffirillo Cinti, che era di vedetta all'approdo della laguna, diede l'allarme; aveva avvistato imbarcazioni dirigersi verso il Podere Zanetto.
Verso le 20:30 si imbarcarono su due battelli da pesca, verso le valli di Comacchio, che attraversarono sino al limite meridionale. Erano assistiti dai capi e sottocapi delle Valli, ovvero i funzionari pubblici incaricati della tutela delle acque e del controllo di caccia e pesca: pur essendo tutti funzionari papalini, da buoni romagnoli erano tutti patrioti e sostenitori della Repubblica.

### Morte di Anita

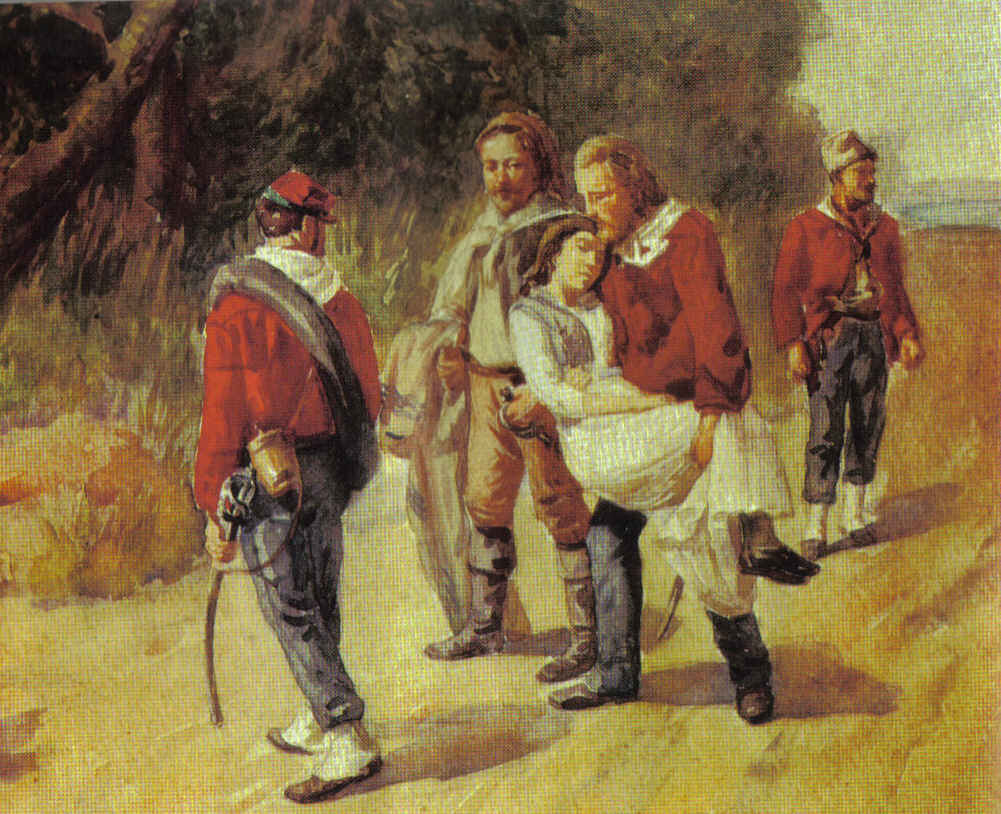
Garibladi porta in braccio Anita morente.

Verso le 13 del 4 agosto, i fuggiaschi giunsero a ridosso dell'argine sinistro del Reno, in un luogo chiamato "Chiavica Bedoni". Di lì Anita venne trasportata alla vicina fattoria Guiccioli, ove i "partigiani" avevano fatto accorrere il medico locale Dott. Nannini. Era, tuttavia, troppo tardi e Anita, la sera stessa, spirò.
Nel colmo della sventura, Garibaldi ed il fedele Culiolo non erano, comunque, soli. La stessa sera vennero raggiunti da due uomini di fiducia dell'ing. Giovanni Montanari di Ravenna, che li pregarono di affidarsi a loro. Tutti erano reduci della campagna del Durando e del Ferrari in Veneto ed avevano combattuto a Vicenza; Montanari aveva partecipato anche alla insurrezione del 1831.

### Passaggio per Ravenna a Forlì
Il generale abbandonò la salma della moglie, senza neppure poterla seppellire. E seguì i suoi salvatori, prima nel borgo di Sant'Alberto, poi nei campi, nei pressi degli argini del Reno. Il 6 giunse al capanno, ancora conservato, che da allora porta il suo nome.
Garibaldi poté indossare l'abito di un contadino e prese a girovagare di cascinale in cascinale. Non gli mancò, però, mai l'aiuto di patrioti ed ammiratori: amministratori delle fattorie, mezzadri e fittavoli. Essi lo fecero passare, sempre accompagnato dal Culiolo, il 9, a Ravenna. Di lì a Forlì, lasciata il 16.

### Da Forlì alla Toscana
Da Forlì prese a risalire l'Appennino: il 19 agosto era a Modigliana, rifugiato presso il sacerdote don Giovanni Verità: questi lo ricoverò, e lo condusse per tre giorni lungo i sentieri dell'Appennino tosco-romagnolo.
L'arrivo in Val di Bisenzio

Montecuccoli in una foto del 1895

Grazie all'aiuto di altri patrioti Garibaldi riesce a raggiungere Mangona. Da lì il contadino Cavicchi li guida fino a Montecuccoli, da dove ripartono nella notte. Alle 7 di mattina del 26 agosto 1849 guidati da un altro contadino, arrivarono, bagnati fradici, al Mulino di Cerbaia.
Il passaggio di Garibaldi in Val di Bisenzio e a Prato
Arrivati al Mulino, salutarono la loro guida, Ferdinando Maccelli, dandogli,

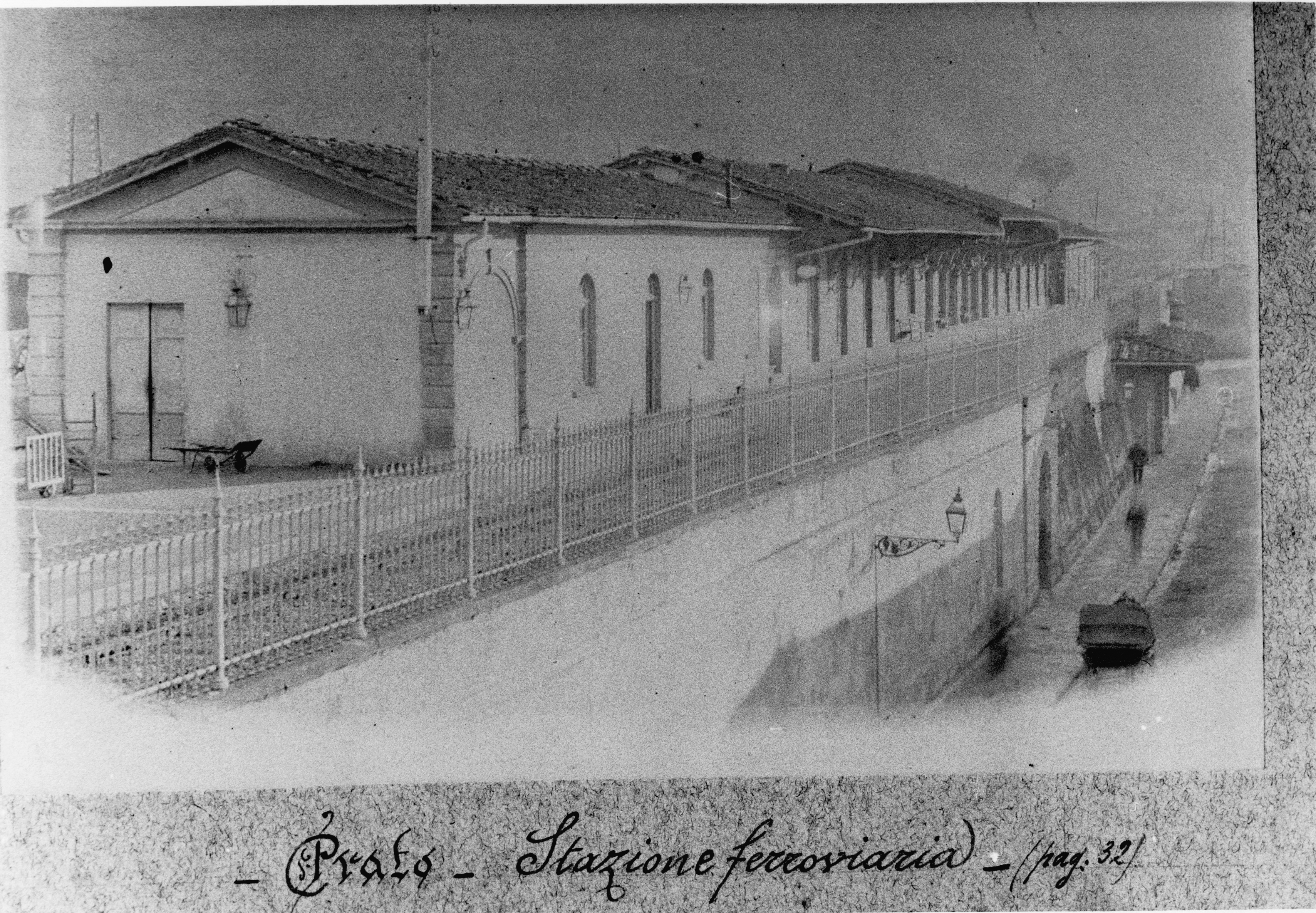
La stazione di Prato Porta al Serraglio a fine '800

per ricompensa, cinque lire d'argento. Il mugnaio accolse volentieri questi forestieri e li fece accomodare, nella stanza dove spesso i cacciatori si fermavano a far colazione. Poco dopo entrarono, appunto, due persone che tornavano da caccia: Enrico Sequi, con il suo cane Tamigi, e Michelangiolo Barni di Colle. Incuriositi guardarono Garibaldi e il suo compagno. Enrico Sequi era il giovane figlio dell'impresario che in quei mesi riaccomodava la strada principale in vallata, era un patriota, sapeva leggere e scrivere e aveva con sé un giornale. Lo aprì, facendo in modo che si vedesse bene un titolo, nel quale si diceva che Garibaldi era stato arrestato. Subito i due forestieri si avvicinarono e chiesero di vedere il giornale.
Enrico Sequi capì che si trattava di patrioti e volle farsi conoscere come loro amico. Alla fine esclamò: "Voi non potete che essere il generale Garibaldi!" - "Si sono Garibaldi" rispose l'uomo che aveva davanti - e ora mi metto nelle vostre mani!
Allora il Sequi, dopo aver dissuaso i fuggiaschi dalla loro idea di attraversare l'Appennino,

perché un reggimento austriaco era acquarteriato all'Abetone,

si mise in cerca di altri patrioti per organizzare la fuga di Garibaldi.
La sera stessa una carrozza trasportò i due fuggiaschi a Vaiano, prima alla trattoria "La Mamma" poi alla casa dei pastai Bardazzi, dove attese due ore la carrozza per andare a Prato.
Garibaldi e il suo compagno, il maggiore Coliola, proseguirono verso Prato, e si fermarono alla Madonna della Tosse (verso le 23), in attesa di un'altra vettura.
La sosta a Prato

Garibaldi e il suo compagno furono portati, intorno a mezzanotte alla stazione del Serraglio, che sorgeva, allora come ora sulle antiche mura della città, ed era stata inaugurata poco tempo prima (2 febbraio 1848). Era allora capostazione, Tommaso Fontani, un patriota. Il Generale e il suo compagno vengono nascosti nella stazione, nell'attesa di un treno.
L'idea era quella, i due fuggiaschi rimasero per circa due ore in attesa, poi i patrioti pratesi cambiarono piano, per timore che il generale potesse essere riconosciuto da qualcuno sul treno, e decisero di far loro proseguire il viaggio in carrozza verso la maremma e quindi al mare. Alle due di notte arriva la carrozza e i due partono per Poggibonsi. In questo frangente il Sequi si congedò da Garibaldi e da lui ricevette oltreché ringraziamenti sinceri anche l'anello di Anita. Il viaggio proseguì con cambi continui di vettura, per una settimana, Poggibonsi, Colle di Val d'Elsa, Volterra, Pomarance. A San Dalmazio sostarono quattro giorni, poi, attraverso Scarlino, giunsero in Maremma.
Il 2 settembre arrivarono, infine, in località Cala Martina, nel golfo di Follonica, ove si imbarcarono su un battello da pesca, guidato da Paolo Azzarini. Questi li trasbordò a Cavo, il paese situato all'estremità nord-orientale dell'Isola d'Elba, ove ottennero la patente di sanità, il documento necessario ad entrare in altri porti. Passarono in vista di Livorno e, il 5 sbarcarono a Portovenere, nel Regno di Sardegna.

## La salvezza in Liguria ed il nuovo esilio
Lì era finalmente in salvo: il governo di Torino non lo avrebbe certamente consegnato agli Austriaci, ma nemmeno, nel clima pesantemente compromesso dalle ripetute sconfitte della causa nazionale, volle accoglierlo esule.
Lo fermarono, quindi, a Chiavari, lo tradussero a Genova il 7 e lo espulsero dagli Stati sardi. Garibaldi si recò a Tunisi, passò alla Maddalena, e giunse a Tangeri. Lì ricevette l'aiuto del console sardo, che lo assistette sino al giugno 1850, quando il generale si imbarcò per gli Stati Uniti.